# 시험관내

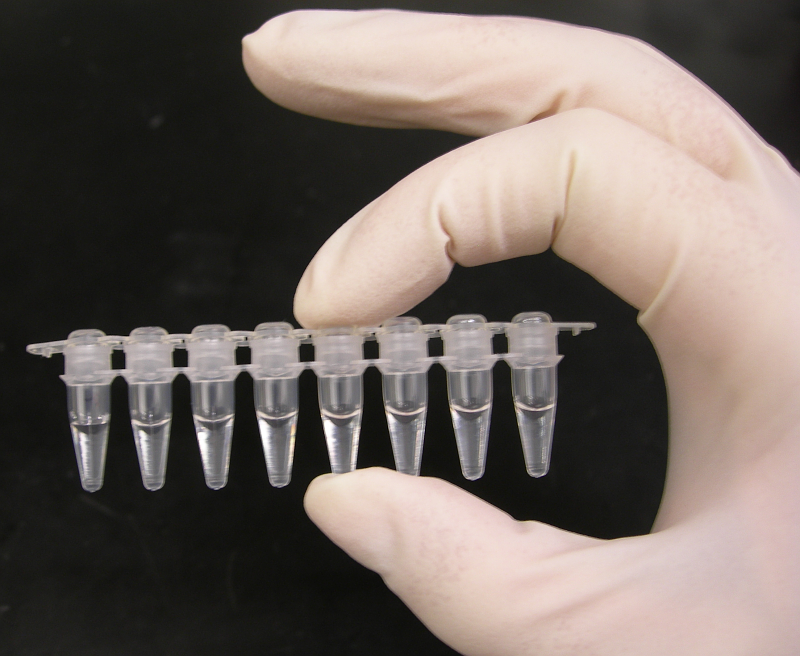
인 비트로 환경에서 복제된 DNA

시험관내 또는 생체외 또는 인 비트로(라틴어: in vitro)는 직역하면 '유리 안에서'라는 의미로, 살아있는 생명체 내부가 아니라 시험관이나 페트리 디쉬와 같이 제어가 가능한 환경에서 수행되는 실험 과정을 의미한다. 생명체에게서 일어나는 반응이나 변화를 살아있는 생명체 내에서 직접 관찰하거나 조절하는 것은 상당히 까다로울 뿐더러, 반응에 영향을 줄 수 있는 변수가 매우 많아서 조작변인 이외의 요소를 일정하게 통제하는 것이 매우 어렵다. 반면 시험관 내부의 환경에서는 변인들을 쉽게 통제하는 것이 가능하며 관찰이 용이하기 때문에 실험을 보다 쉽게 수행할 수 있다. 그러나, 인 비트로에서 어떤 현상이 관찰되었다고 해서 그 현상이 반드시 생체 내에서 일어난다고 장담할 수는 없기 때문에 실제로 생체 내에서도 반응이 일어나는지를 입증하기 위해서는 일반적으로 인 비보(in vivo)에서의 검증이 필요하다.

## 같이 보기
- 생체내